# Tomigusuku
Tomigusuku (名護市 Tomigusuku-shi?,  în limba locală: Tumigushiku) este un municipiu din Japonia, prefectura Okinawa.